# Katori (tàu tuần dương Nhật)
Katori (tiếng Nhật: 香取) là một tàu tuần dương hạng nhẹ của Hải quân Đế quốc Nhật Bản, là chiếc dẫn đầu trong lớp của nó gồm ba chiếc, và đã phục vụ trong Chiến tranh Thế giới thứ hai. Tên của nó được đặt theo ngôi đền Shinto Katori trong tỉnh Chiba của Nhật Bản. Katori bị đánh chìm bởi hải pháo 406 mm (16 inch) của thiết giáp hạm USS Iowa tại Truk vào ngày 19 tháng 2 năm 1944, và không có người nào còn sống sót.

## Thiết kế và chế tạo
Lớp Katori được đặt hàng để hoạt động như những tàu huấn luyện trong Ngân sách Hải quân Bổ sung vào các năm 1937 và 1939. Trong Chiến tranh Thế giới thứ hai, chúng được sử dụng như là soái hạm quản lý cho nhiều hải đội khác nhau, như chỉ huy tàu ngầm hoặc các hải đội hộ tống. Chúng được nâng cấp khi chiến tranh tiếp diễn với các vũ khí phòng không bổ sung và mìn sâu chống tàu ngầm.
Katori được đặt lườn tại xưởng tàu của hãng Mitsubishi tại Yokohama vào ngày 24 tháng 8 năm 1938. Nó được hạ thủy vào ngày 17 tháng 6 năm 1939 và được đưa ra hoạt động vào ngày 20 tháng 4 năm 1940.

## Lịch sử hoạt động

### Các hoạt động ban đầu
Sau khi hoàn tất tại xưởng đóng tàu của Mitsubishi tại Yokohama, Katori đặt căn cứ tại Yokosuka gần đó.
Ngày 28 tháng 7 năm 1940, Katori cùng với con tàu chị em với nó Kashima tham gia chuyến đi thực tập học viên mới cuối cùng trước chiến tranh, ghé thăm Etajima, Ominato, Aomori, Dairen, Lữ Thuận và Thượng Hải.

### Giai đoạn mở màn Chiến tranh Thái Bình Dương
Vào ngày 11 tháng 11 năm 1941, Phó Đô đốc Mitsumi Shimizu, Tư lệnh Hạm đội 6 (tàu ngầm), chủ trì cuộc họp bên trên soái hạm Katori để thông báo cho các chỉ huy trong hạm đội của mình về kế hoạch tấn công Trân Châu Cảng. Katori lên đường rời Truk vào ngày 24 tháng 11 năm 1941. Vào lúc diễn ra cuộc tấn công, Katori đang ở tại Kwajalein thuộc quần đảo Marshall.
Vào ngày 10 tháng 12 năm 1941, tàu ngầm I-6 báo cáo nhìn thấy chiếc tàu sân bay USS Lexington và hai tàu tuần dương đang hướng về phía Đông Bắc, và Phó Đô đốc Shimizu ra lệnh cho các tàu ngầm của mình truy đuổi và tấn công, nhưng lực lượng Mỹ đã thoát được.
Katori quay trở về Truk vào cuối năm 1941, và vào ngày 3 tháng 1 năm 1942, Shimizu có một cuộc họp khác để bàn về chi tiết của "Chiến dịch R", cuộc tấn công chiếm đóng Rabaul và Kavieng, vốn diễn ra trong các ngày 23 và 24 tháng 1 năm 1942.
Vào ngày 1 tháng 2 năm 1942, Katori bị tấn công tại Kwajalein bởi những máy bay ném bom bổ nhào Douglas "Dauntless" SBD và máy bay ném bom-ngư lôi TBD Devastator thuộc các phi đội VB-6 và VS-6 từ tàu sân bay USS Enterprise. Phó Đô đốc Shimizu bị thương trong cuộc không kích này, và Katori bị hư hại đến mức nó buộc phải quay về Yokosuka để sửa chữa. Nó quay lại Kwajalein vào tháng 5, và vào ngày 24 tháng 5 năm 1942, Tư lệnh mới của Hạm đội 6 (tàu ngầm), Phó Đô đốc Nam Tước Teruhisa Komatsu, ra lệnh cho đội tàu ngầm bỏ túi thuộc quyền Đại tá Hải quân Hankyu Sasaki tiến hành cuộc tấn công cảng Sydney.
Katori quay trở về Yokosuka một thời gian ngắn trong tháng 8 năm 1942 để được nâng cấp hai khẩu đội pháo phòng không 25 mm Kiểu 96 nòng đôi được bố trí phía trước của cầu tàu. Sau đó nó quay trở lại Truk, nơi nó tiếp tục đặt căn cứ, thỉnh thoảng quay trở về Yokosuka.
Vào ngày 21 tháng 6 năm 1943, Phó Đô đốc Takeo Takagi tiếp nhận quyền chỉ huy Hạm đội 6 (tàu ngầm), nhưng sau khi Kwajalein thất thủ, Katori được bố trí vào ngày 15 tháng 2 năm 1944 trực thuộc Bộ chỉ huy Hộ tống.

### Cuộc tấn công Truk
Lực lượng Mỹ tiến hành chiến dịch Hailstone, cuộc tấn công vào Truk, trong các ngày 17-18 tháng 2 năm 1944. Lực lượng Đặc nhiệm 58 hùng hậu với chín tàu sân bay, được hỗ trợ bởi sáu thiết giáp hạm, mười tàu tuần dương và 28 tàu khu trục đã tung ra cuộc không kích quy mô lớn nhắm vào Truk. Katori đã rời Truk ngay trước khi xảy ra cuộc tấn công, hộ tống chiếc tàu buôn-tuần dương vũ trang Akagi Maru, các tàu khu trục Maikaze và Nowaki cùng tàu quét mìn Shonan Maru 15 rút lui về Yokosuka, nhưng chúng bị các máy bay tiêm kích Grumman F6F Hellcat và máy bay ném bom-ngư lôi TBF Avenger từ các tàu sân bay Yorktown, Intrepid, Bunker Hill và Cowpens tấn công. Chiếc Akagi Maru bị đánh chìm, và Katori trúng phải một ngư lôi gây hư hại nhẹ. Nhiều giờ sau đó, các thiết giáp hạm của Đội Đặc nhiệm 50.9 New Jersey và Iowa cùng các tàu tuần dương Minneapolis và New Orleans và các tàu khu trục Bradford và Burns lại trông thấy nhóm của Katori và bắt đầu tấn công. Các tàu khu trục hộ tống Mỹ đã phóng sáu loạt ngư lôi nhắm vào Katori, lúc này đã bị nghiêng nhẹ sang mạn trái và có đám cháy ở giữa tàu, nhưng các quả ngư lôi đều bị trượt. Katori đáp trả bằng một loạt ngư lôi, nhưng cũng không có hiệu quả.
Thiết giáp hạm Iowa tiến đến gần Katori và bắn mười loạt pháo với tổng cộng 59 quả đạn pháo 406 mm (16 inch) và 129 quả đạn pháo 127 mm (5 inch). Sau loạt đạn pháo thứ năm của Iowa, Katori nhanh chóng nghiêng mạnh sang mạn trái, bộc lộ bảy lỗ đạn lớn bên sườn phải với đường kích khoảng 1,5 m (5 ft), một lỗ ngay phía dưới cầu tàu dưới mực nước khoảng 1,5 m (5 ft), và các lỗ khác giữa tàu ở khoảng mực nước, cùng chín lỗ nhỏ khác. Các hư hỏng bên mạn trái còn nghiêm trọng hơn. Sau khi bị Iowa tấn công chỉ trong vòng 13 phút, Katori chìm với đuôi chìm trước và nghiêng sang mạn trái ở tọa độ 07°45′B 151°20′Đ / 7,75°B 151,333°Đ, khoảng 75 km (40 dặm) về phía Tây Bắc Truk. Một nhóm lớn những người sống sót còn lại trên biển sau khi chiếc tàu tuần dương bị chìm, nhưng người Mỹ đã không cứu vớt ai trong số họ.
Katori được rút khỏi danh sách Đăng bạ Hải quân vào ngày 31 tháng 3 năm 1944.

## Danh sách thuyền trưởng
- Shutoku Miyazato (sĩ quan trang bị trưởng): 1 tháng 7 năm 1939 - 1 tháng 11 năm 1939
- Hisashi Ichioka (sĩ quan trang bị trưởng): 1 tháng 11 năm 1939 - 20 tháng 4 năm 1940
- Hisashi Ichioka: 20 tháng 4 năm 1940 - 15 tháng 10 năm 1940
- Hisashi Mito: 15 tháng 10 năm 1940 - 6 tháng 1 năm 1941
- Noboru Owada: 6 tháng 1 năm 1941 - 1 tháng 7 năm 1942
- Nobuki Nakaoka: 1 tháng 7 năm 1942 - 28 tháng 11 năm 1942
- Takeji Miyazaki: 28 tháng 11 năm 1942 - 20 tháng 7 năm 1943
- Hyoe Mizuguchi: 20 tháng 7 năm 1943 - 15 tháng 10 năm 1943
- Tamekiyo Oda: 15 tháng 10 năm 1943 - 17 tháng 2 năm 1944 (tử trận; được truy phong Chuẩn Đô đốc)